# Pyrinia sabasia
Pyrinia sabasia là một loài bướm đêm trong họ Geometridae.